# Reggio Calabria
Reggio Calabria [ˌɾɛdːʒo kaˈlabɾia], auch Reggio di Calabria oder kurz Reggio genannt (in der Antike Rhegion  bzw. Rhegium), ist eine Stadt an der Südspitze der italienischen Apenninhalbinsel und Hauptstadt der Metropolitanstadt Reggio Calabria.
Bis 1970 war Reggio Hauptstadt der Region Kalabrien, bis es diese Funktion an Catanzaro abtreten musste. Das Regionalparlament hat nach wie vor seinen Sitz in Reggio Calabria. Mit seinen 169.679 Einwohnern (31. Dezember 2023) ist es die größte Stadt Kalabriens und außerdem Universitätsstadt.

## Geografie
Die Stadt liegt an der Ostseite der Straße von Messina gegenüber von Messina (Sizilien).
Die Nachbargemeinden sind Bagaladi, Calanna, Campo Calabro, Cardeto, Fiumara, Laganadi, Motta San Giovanni, Montebello Ionico, Roccaforte del Greco, Sant’Alessio in Aspromonte, Santo Stefano in Aspromonte, Villa San Giovanni.

## Geschichte

### Antike
Die griechische Stadt Rhegion (altgriechisch Ῥήγιον, lateinisch Rhegium, Regium) an der Straße von Messina (Fretum Siculum) ist neben Cumae die älteste griechische Kolonie in Italien. Sie wurde von Siedlern aus Chalkis im 8. Jahrhundert v. Chr. (720) gegründet und später auch von Messeniern besiedelt. 494 v. Chr. konnte sich Anaxilas zum Tyrannen von Rhegion aufschwingen und bis zu seinem Tod 476 v. Chr. seine Machtposition behaupten. 461 v. Chr. wurden seine Nachfolger durch das Volk gestürzt. Durch den Handel gedieh die Stadt bald zu solcher Blüte, dass sie zur Zeit des älteren Dionysios 70 Kriegsschiffe stellte. Aus der Region stammte der aus Schillers Ballade bekannte Dichter Ibykos.
433 v. Chr. schloss Regium einen Vertrag mit den Athenern und verbündete sich 427 v. Chr. mit diesen gegen Syrakus, blieb 415 v. Chr. aber neutral. Von Dionysios I. von Syrakus wurde es nach mehrjährigen heftigen Kämpfen und Belagerungen 387 v. Chr. erobert, geplündert und zerstört. Die Einwohner wurden in die Sklaverei geführt. Die Stadt erhob sich danach nicht wieder zu ihrem alten Wohlstand.
Regium war mehrfach in Kriege mit Lokroi verwickelt, bis es kurz vor dem Ersten Punischen Krieg 264 v. Chr. als verbündete Stadt (civitas foederata) unter römische Herrschaft kam. Nach dem Bundesgenossenkrieg, der den Einwohnern das römische Bürgerrecht verschaffte, wurde Regium ein Municipium und entwickelte sich unter dem Namen Rhegium Julii zu einer prächtigen römischen Stadt. Später wurde sie byzantinisch. 410 n. Chr. wurde Regium von Alarich, der in der Nähe starb, belagert, 549 nach heftigem Widerstand von Totila erobert.

### Mittelalter
Im Frühmittelalter gehörte Reggio zum Byzantinischen Reich. 918 kam die Stadt kurzzeitig in die Gewalt der Sarazenen, die – vergeblich – versuchten, von Reggio aus den Islam in Italien zu verbreiten. 1006 besiegte eine Flotte der Pisaner in der Meerenge zwischen Reggio und Messina eine Flotte der Sarazenen. 1060 entrissen die Normannen unter Robert Guiscard den Byzantinern die Stadt. Durch den Frieden von Caltabellotta wurde Reggio 1302 dem Königreich Neapel zugeschlagen. In Reggio erschien 1475 das erste datierte hebräische Buch, ein dem Pentateuch entnommener Raschi-Kommentar.

### Neuzeit
Im 16. Jahrhundert verwüsteten die Osmanen die Stadt und wiederholt deren ganze Küste. 1783 zerstörte ein Erdbeben die Stadt, die bereits in der Antike mehrfach von Erdbeben heimgesucht worden war, fast ganz. Danach erfolgte ihr Wiederaufbau.
1807 landete Prinz Ludwig von Hessen-Philippsthal, der Feldherr der Armee des Königreich Neapels, im Kampf gegen die französischen Invasoren mit 6000 Mann bei Reggio. Am 31. August 1847 erhoben sich liberal gesonnene Calabresen unter Führung von Andrea und Domenico Romeo gegen die Herrschaft der Bourbonen; am 1. September kapitulierte die Garnison in Reggio. Ihr Aufstand wurde am 3. September 1847 von königlichen Truppen „blutig niedergeschlagen, aber allenthalben als Alarmsignal verstanden“. Schon im März 1848 kam es zu einem weiteren Aufstand gegen die Regierung. Am 19. August 1860 landeten beim Zug der Tausend nach der Eroberung Siziliens die Truppen Garibaldis unweit von Reggio und schlugen am 21. August unter Führung von Nino Bixio die königlichen Truppen, die am 23. August 1860 die Stadt und das Fort übergaben.
Am 28. Dezember 1908 wurde Reggio durch das Erdbeben von Messina 1908, das mit einem Tsunami verbunden war, verwüstet. Mindestens 12.000 der damals 45.000 Einwohner verloren ihr Leben. 1909 wurde das Gymnasium Liceo Tommaso Gulli gegründet.
Im Zweiten Weltkrieg kam es während des Italienfeldzugs am 3. September 1943 zur Operation Baytown, als die britische 8. Armee unter Bernard Montgomery an der Küste bei Reggio Calabria landete.
Im Oktober 2012 wurde der Stadtrat vom Italienischen Innenministerium aufgelöst und die Verwaltung unter Aufsicht gestellt. Der Grund der Maßnahme war die Nähe mancher Politiker zur Mafia-Organisation ’Ndrangheta. Die Aufsicht über die Verwaltung übernahm der Polizeichef von Crotone, der diese im Frühjahr 2013 an einen neu gewählten Stadtrat zurückgeben sollte.

## Sehenswürdigkeiten

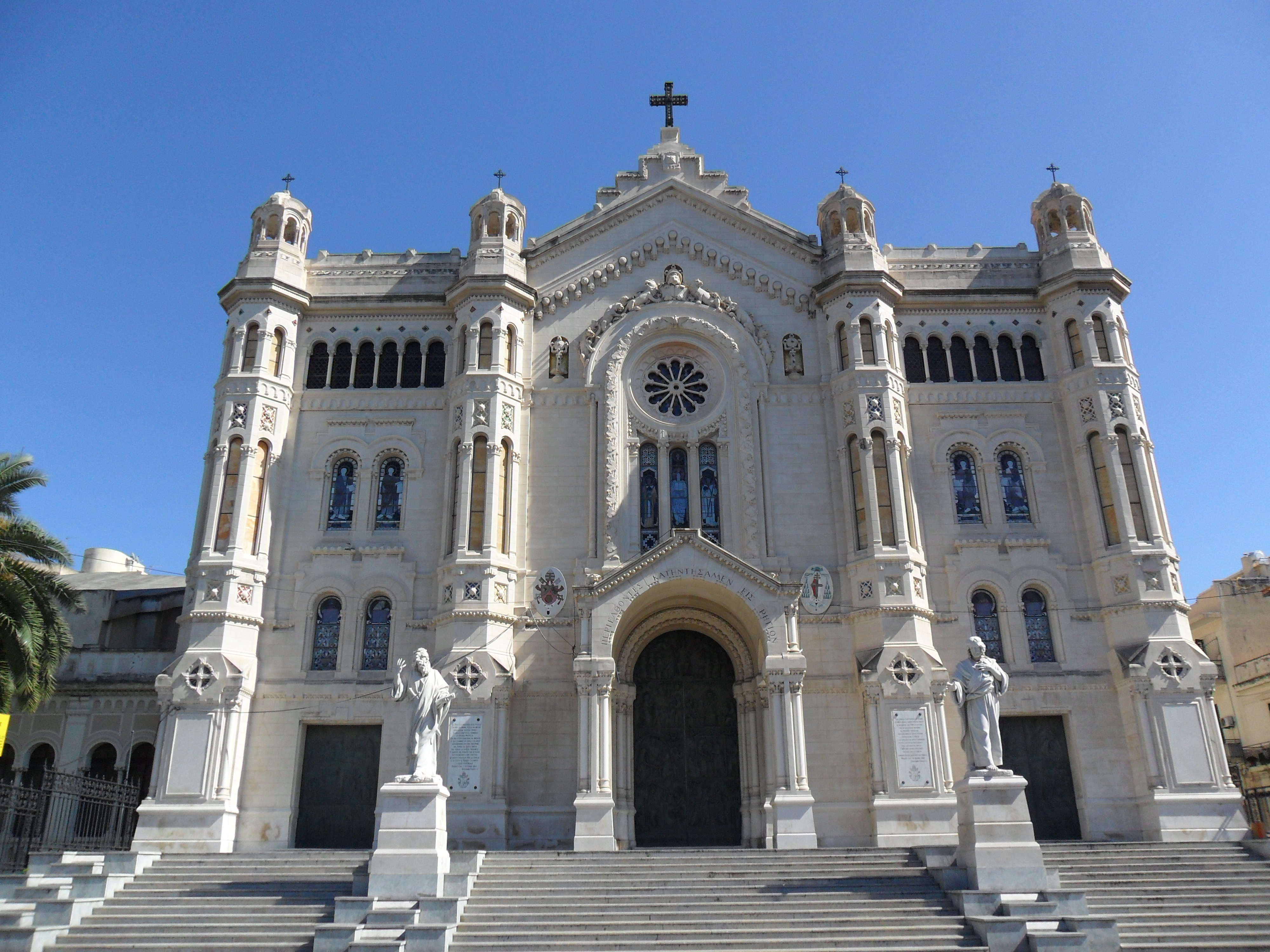
Kathedrale (Basilika) von Reggio Calabria

- Das Museo Archeologico Nazionale di Reggio Calabria, ehemals Museo Nazionale della Magna Grecia, zeigt neben frühitalienischen, antiken, mittelalterlichen und modernen Bildwerken die beiden griechischen Bronzestatuen von Riace (Helden von Riace) aus der Zeit von 460 bis 430 v. Chr., die 1972 auf dem Grund des Ionischen Meeres unweit des Ortes Riace Marina in Kalabrien gefunden wurden.
- Kathedrale von Reggio Calabria, nach dem Erdbeben 1908 im neoromanisch-byzantinischen Stil wieder aufgebaut
- Madre della Consolazione (Reggio Calabria), Wallfahrtskirche (1965)
- Castello Aragonese (Kastell) aus dem 15. Jahrhundert unweit nordöstlich der Kathedrale
- Villa Comunale (Stadtgarten) südwestlich der Kathedrale
- Reste einer griechischen Stadtmauer aus dem 4. Jahrhundert v. Chr. und von römischen Thermen mit Bodenmosaiken am südlichen Abschnitt der Lungomare Giacomo Matteotti (Uferstraße)

## Verkehr
- Autostrada: Reggio ist der südliche Endpunkt der Autostrada Del Sole (A3), die den Mezzogiorno mit dem Norden Italiens verbindet.
- Eisenbahn: Reggio besitzt die Bahnhöfe Reggio di Calabria Catona, Reggio di Calabria Gallico, Reggio di Calabria Archi, Reggio di Calabria Santa Caterina, Reggio di Calabria Lido und den unmittelbar am Meer gelegenen Hauptbahnhof Reggio di Calabria Centrale auf der Bahnstrecke Salerno–Reggio di Calabria. Diese Strecke ist Teil der geplanten 2200 km langen, für Hochgeschwindigkeit ausgelegten Eisenbahnachse Berlin–Palermo.
- Fähre: Die Fähre zwischen Reggio di Calabria und Messina auf Sizilien benötigt 20 Minuten.
- Flughafen: Durch den Flughafen Reggio Calabria ist die Stadt mit dem Flugzeug zu erreichen.

## Sport
In Reggio ist der Fußballverein Urbs Reggina 1914 beheimatet, der in der Saison 2020/21 in der Serie B spielt.

## Städtepartnerschaften
Mit Gualeguaychú in Argentinien besteht eine Städtepartnerschaft.

## Klima
|                       | Jan  | Feb  | Mär  | Apr  | Mai  | Jun  | Jul  | Aug  | Sep  | Okt  | Nov  | Dez  |   |      |
| Mittl. Tagesmax. (°C) | 14,9 | 15,1 | 16,7 | 19,2 | 23,4 | 27,5 | 30,8 | 30,6 | 28,0 | 23,5 | 19,6 | 16,4 | ⌀ | 22,2 |
| Mittl. Tagesmin. (°C) | 8,1  | 8,1  | 9,1  | 11,0 | 14,8 | 18,2 | 21,7 | 22,0 | 19,1 | 15,9 | 12,1 | 9,7  | ⌀ | 14,2 |
|                       |      |      |      |      |      |      |      |      |      |      |      |      |   |      |
| Niederschlag (mm)     | 75,5 | 59,0 | 47,5 | 33,5 | 18,0 | 12,5 | 6,5  | 10,0 | 34,0 | 63,0 | 69,0 | 71,5 | Σ | 500  |
|                       |      |      |      |      |      |      |      |      |      |      |      |      |   |      |
| Sonnenstunden (h/d)   | 3,7  | 4,5  | 5,4  | 6,6  | 8,2  | 9,7  | 10,6 | 9,7  | 7,9  | 6,2  | 4,9  | 3,7  | ⌀ | 6,8  |
|                       |      |      |      |      |      |      |      |      |      |      |      |      |   |      |
| Regentage (d)         | 10   | 9    | 8    | 6    | 3    | 2    | 1    | 2    | 4    | 7    | 8    | 9    | Σ | 69   |
|                       |      |      |      |      |      |      |      |      |      |      |      |      |   |      |
| Wassertemperatur (°C) | 15,0 | 14,3 | 14,7 | 15,9 | 19,2 | 23,8 | 26,3 | 26,4 | 25,3 | 22,4 | 20,1 | 17,1 | ⌀ | 20,1 |

| 8,1 |

| 8,1 |

| 9,1 |

| 11,0 |

| 14,8 |

| 18,2 |

| 21,7 |

| 22,0 |

| 19,1 |

| 15,9 |

| 12,1 |

| 9,7 |

| 8,1 |

| 8,1 |

| 9,1 |

| 11,0 |

| 14,8 |

| 18,2 |

| 21,7 |

| 22,0 |

| 19,1 |

| 15,9 |

| 12,1 |

| 9,7 |

| N i e d e r s c h l a g | 75,5 | 59,0 | 47,5 | 33,5 | 18,0 | 12,5 | 6,5 | 10,0 | 34,0 | 63,0 | 69,0 | 71,5 |
|                         | Jan  | Feb  | Mär  | Apr  | Mai  | Jun  | Jul | Aug  | Sep  | Okt  | Nov  | Dez  |

## Persönlichkeiten

### Söhne und Töchter der Stadt
- Franz von der Trenck (1711–1749), kaiserlicher Offizier und Freischärler
- Domenico Spanò Bolani (1815–1890), Politiker, Historiker und Autor
- Pasquale Sandicchi (1868–1957), Diplomat und Politiker
- Umberto Boccioni (1882–1916), Maler und Bildhauer
- Goffredo Zehender (1901–1958), Autorennfahrer
- Antonio Mauro (1914–2001), Kurienerzbischof
- Emilio Bulgarelli (1917–1993), Wasserballspieler
- Leopoldo Trieste (1917–2003), Schauspieler, Regisseur und Drehbuchautor
- Mario Alicata (1918–1966), Politiker, Autor, Publizist und Literatur- und Filmkritiker
- Natale Sapone (1920–2002), italienisch-schweizerischer Maler, Zeichner, Grafiker, Bildhauer und Designer
- Mario Castellacci (1925–2002), Drehbuchautor
- Gianna Maria Canale (1927–2009), Filmschauspielerin
- Giuseppe Agostino (1928–2014), Erzbischof von Cosenza-Bisignano
- Domenico Campana (1929–2022), Filmjournalist, Autor und Regisseur
- Salvatore Nunnari (* 1939), Erzbischof von Cosenza-Bisignano
- Giovanni Tegano (1939–2021), Mitglied der ’Ndrangheta
- Gianni Versace (1946–1997), Modeschöpfer
- Giovanni De Gennaro (* 1948), Polizeichef
- Nicola Calipari (1953–2005), Mitarbeiter des italienischen Auslandsgeheimdiensts SISMI
- Donatella Versace (* 1955), Modeschöpferin
- Santo Marcianò (* 1960), Bischof von Frosinone-Veroli-Ferentino und Anagni-Alatri, früherer Militärerzbischof
- Lucio Mollica (* 1980), Dokumentarfilm-Regisseur
- Gabriele Chilà (* 1997), Weitspringer

### Mit Beziehung zur Stadt
- Charles Nicolas Oudinot (1767–1847), von Napoleon Bonaparte zum französischen Herzog von Reggio ernannt